# ابن حبیب
ابن حبیب یا أبو مروان عبدالملک بن حبیب السلمی (انگلیسی: Ibn Habib; تقریبی. ۷۹۶ – تقریبی. ۸۵۳ میلادی) (180–238 AH(سال قمری) مورخ بود. یک همه‌چیزدان قرن نهم بود. علایق او شامل طب، فقه، تاریخ، دستور زبان و نسب‌شناسی بود و بنا بر گزارش‌ها، او اولین کسی بود که کتابی در مورد طب در اندلس (اسلامی) نوشت.